# Yugtun

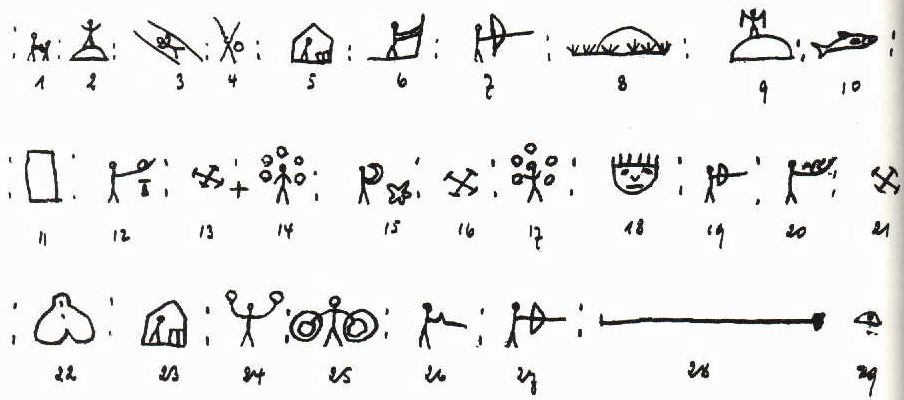
Alfabeto Yugtun o alfabeto de Alaska.

El alfabeto Yugtun o alfabeto de Alaska es un silabario inventado alrededor del año 1900 por Uyaquq, un habitante de Alaska para escribir en su idioma natal, el Yup'ik de Alaska Central. Uyaquq inicialmente usó pictogramas indígenas como una forma de protoescritura para predicar la Biblia. Sin embargo, cuando se dio cuenta de que esto no le permitía reproducir las palabras exactas de un pasaje como el alfabeto latino, usado por  los misioneros de habla inglesa, él y sus asistentes desarrollaron los símbolos hasta que se convirtieron en un silabario completo. Aunque Uyaquq nunca aprendió inglés o el alfabeto latino, fue influenciado por ambos.